# Cutina strigulataria
Cutina strigulataria là một loài bướm đêm trong họ Erebidae.